# Penpal (história)
Penpal é uma história de terror publicada em 2012 e a primeira história do autor americano Dathan Auerbach. O trabalho foi primeiramente publicado numa brochura a 11 de Julho de 2012, através do nome 1000Vultures e é baseada numa popular série de creepypasta que Auerbach publicou no Reddit. O livro segue uma protagonista sem nome que descobre ser o foco de um obcecado perseguidor que o perseguiu durante a infância.
Os direitos de filmagem foram opcionais pelo produtor Rich Middlemas em 2012.

## Sinopse
Penpal é contada através de uma série de recordações de um narrador anónimo a tentar tornar a sua infância com sentido. Como jovem decide participar num programa de amigo por correspondência onde as crianças tentam encontrar amigos por correspondência atando uma carta a um balão, que libertam na esperança que chegue a alguém que escreva de volta. Enquanto a outra criança recebe respostas, o narrador não e é assumido que o balão não chegou a ninguém. Contudo, quando começa a crescer o seu amigo de infância Josh começa a perceber que alguém os persegue e que essa pessoa não é sã.

## Fundo
A linha de história de Penpal é baseada numa série de histórias que Auerbach colocou no Reddit com o nome "No Sleep" sob o nome de 1000Vultures. Auerbach colocou a sua primeira história, "Footsteps", em r/nosleep em Março de 2010, que recebeu uma grande resposta positiva. Ele tinha intenção que inicialmente a história de "Footsteps" fosse uma história isolada, mas Auerbach escolheu continuar a escrever mais histórias seguindo o mesmo protagonista a pedido dos leitores. Cada história era narrada pelo mesmo protagonista e cada uma delas abria no mesmo formato, onde o protagonista respondia a uma questão postada por um dos leitores. Durante este tempo Auerbach também respondeu a posts de leitores no lugar do protagonista. Auerbach continuou a partilhar mais histórias e eventualmente escolheu expandir as suas histórias do Reddit num livro inteiro.
Para financiar a publicação do livro, Auerbach escolheu angariar fundos através de uma campanha da Kickstarter, que angariou $15,946. Depois publicou o livro com o seu nome 1000Vultures, devido ao seu nome no Reddit.

## Recepção
SF Signal deu nota de 4 estrelas a Penpal  e escreveu "Auerbach pegou em algo com uma inocência infantil e tornou-a num conto de obsessão assustador. Eu olho para a frente e vejo Auerbach a melhorar com trabalhos futuros e a dar-me pesadelos".

### Histórias originais de Reddit
1. Footsteps
2. Balloons
3. Boxes
4. Maps
5. Screens
6. Friends